# Ли Синь (лыжница)
Ли Синь (кит. 李 馨; род. 31 июля 1992, Шанчжи, Хэйлунцзян) — китайская лыжница, участница Олимпийских игр в Ванкувере, призёр Азиатских игр.

## Карьера
В Кубке мира Ли Синь дебютировала в феврале 2007 года, тогда же единственный раз попала в тридцатку лучших на этапе Кубка мира. Лучшим достижением Ли в общем итоговом зачёте Кубка мира является 99-е место в сезоне 2006—2007 годов.
На Олимпиаде-2010 в Ванкувере заняла 64-е место в гонке на 10 км свободным стилем.
За свою карьеру принимала участие в одном чемпионате мира, на чемпионате 2009 года в Либереце была 55-й в гонке на 10 км классическим стилем, 56-й в скиатлоне 7,5+7,5 км и 37-й в масс-старте на 30 км.